# Баурене
Ба́урене (болг. Баурене) — село у Врачанській області Болгарії. Входить до складу общини Криводол.

## Населення
За даними перепису населення 2011 року у селі проживали 406 осіб.
Національний склад населення села:
| Національність   | Кількість осіб | Відсоток |
| ---------------- | -------------- | -------- |
| болгари          | 270            | 67,3%    |
| цигани           | 127            | 31,7%    |
| турки            | 0              | 0%       |
| інша             | 4              | 1,0%     |
| не визначились   | 0              | 0%       |
| Всього відповіли | 401            |          |

Розподіл населення за віком у 2011 році:
Динаміка населення: